# Sierp mózgu

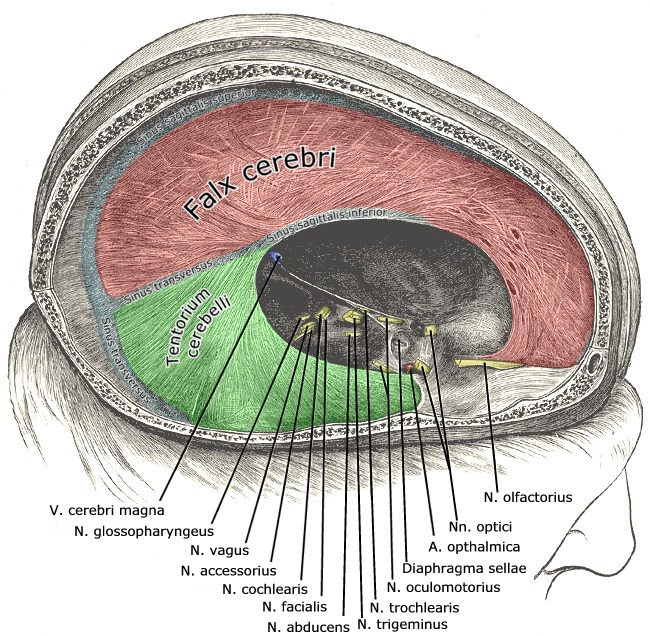
Schemat przedstawiający oponę twardą i sierp mózgu.

Sierp mózgu (łac. falx cerebri) – wypustka opony twardej przebiegająca w płaszczyźnie strzałkowej, niecałkowicie (brzeg wolny przebiega w niewielkiej odległości nad ciałem modzelowatym) oddzielająca od siebie półkule mózgu.